# Esfahan (provins)
Provinsen Esfahan, alternativt Isfahan, (persiska: استان اصفهان, Ostan-e Esfahan) ligger i centrala Iran på en bördig slätt. Den hade 5 120 850 invånare vid folkräkningen 2016, på en yta av 107 017 km². Många av provinsens städer och byar har anlagts längs Zayandehflodens en gång rika strömmar. Staden Esfahan är provinsens huvudstad och administrativa huvudort. Kashan, Khomeynishahr, Najafabad, Shahinshahr, Shahreza, Golpayegan, Ardestan, Natanz och Nain är några av provinsens andra viktiga städer.

## Klimat
Vädret är måttligt och torrt i provinsen. I området kring huvudorten Esfahan ses tydliga skiftningar mellan de fyra årstiderna.

## Administrativ indelning
Provinsen Esfahan var vid folkräkningen 2016 indelad i 23 delprovinser (shahrestan), i sin tur indelade på ytterligare administrativa nivåer.
- Aran va Bidgol
- Ardestan
- Borkhvar
- Chadegan
- Dehaqan
- Esfahan
- Falavarjan
- Fereydan
- Fereydunshahr
- Golpayegan
- Kashan
- Khomeynishahr
- Khur och Biabanak
- Khvansar
- Lenjan
- Mobarakeh
- Nain
- Najafabad
- Natanz
- Semirom
- Shahinshahr och Meymeh
- Shahreza
- Tiran och Karvan